# Фехгельм, Карл Трауготт
Карл Трауготт Фехгельм (нем. Carl Traugott Fechhelm; 1748[…], Дрезден — 1819[…], Рига) — немецкий художник, работавший в Российской империи. 

## Биография
Родился в 1748 году в Дрездене, был одним из четверых братьев-художников Фехгельмов (среди его старших братьев был Карл Фридрих Фехгельм (1723—1785), которые, в основном, специализировались на ведутах (городских пейзажах).
Учился живописи сперва у старшего брата, а затем — в Прусской академии художеств в Берлине, после чего некоторое время работал в том же городе ведутистом и художником-декоратором. Расписывал интерьеры во дворцах прусских аристократов, в том числе, совместно с Асмусом Карстенсом. На рубеже 1790-х годов неоднократно участвовал в выставках Прусской академии.
В 1797 году переехал в Ригу, которая в то время являлась центром Лифляндской губернии Российской империи (ныне — столица Латвии). В Риге он сосредоточился в первую очередь на создании театральных декораций, но наряду с этим, особенно в 1810-е годы писал городские пейзажи Риги, которые сегодня ценятся в силу их качества и довольно высокой исторической достоверности.
Скончался в 1819 году в Риге.

## Галерея

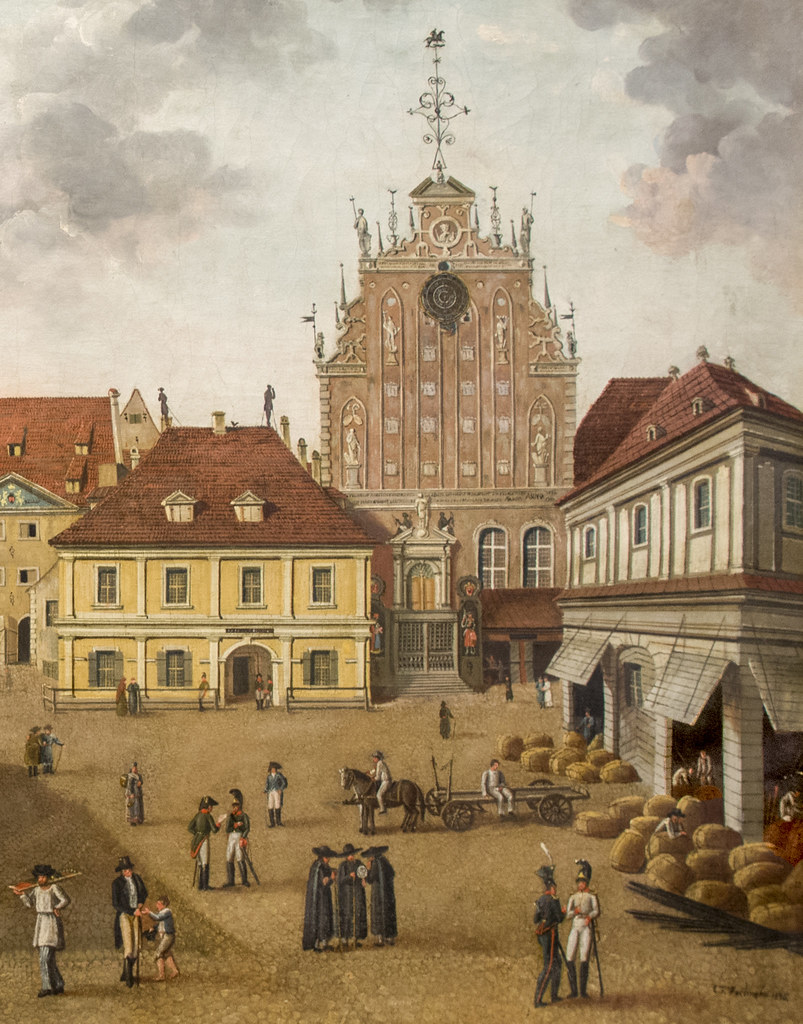
Рига, рыночная площадь, 1816
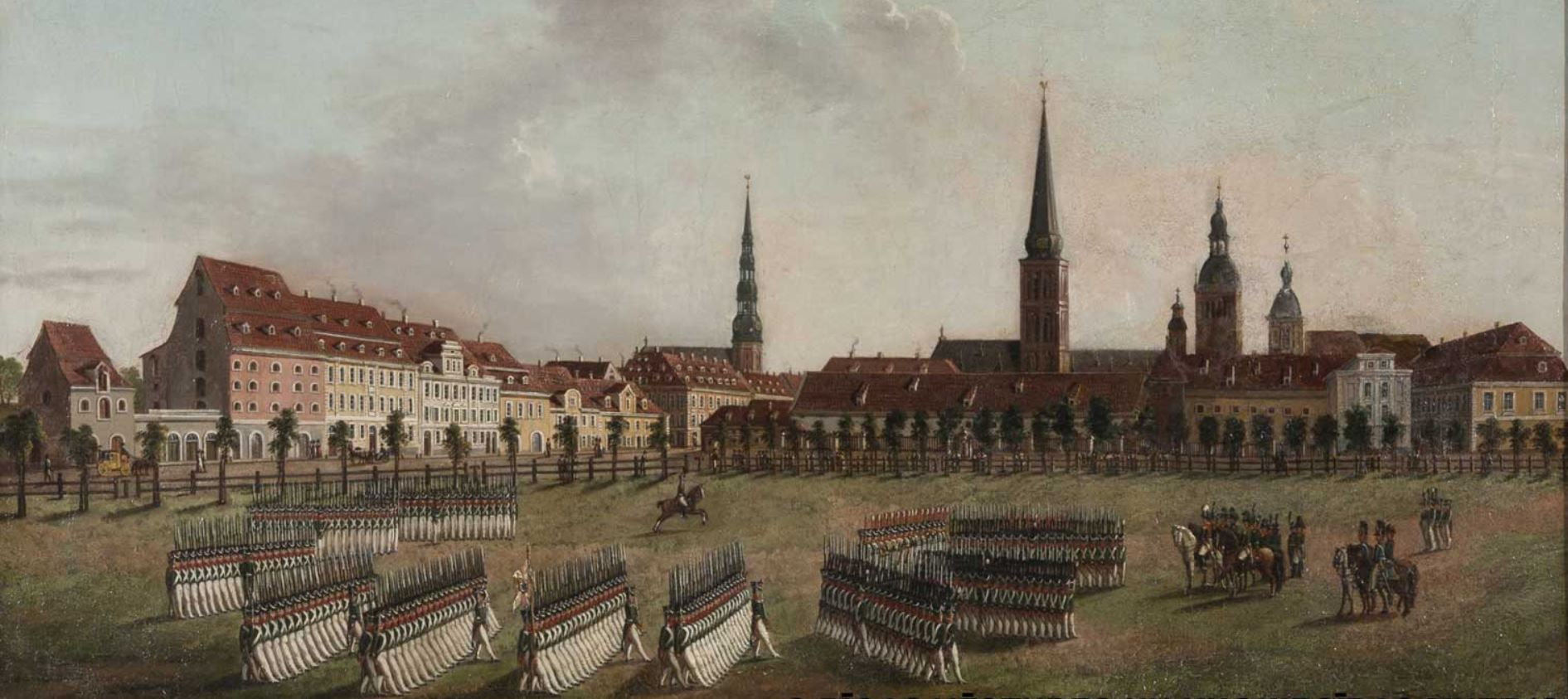
Панорама Риги с марширующими русскими войсками
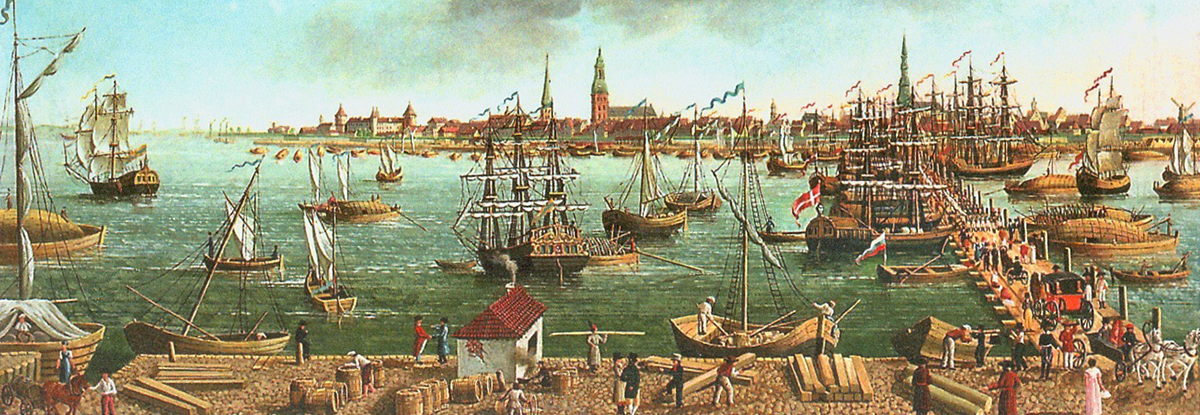
Рижский порт
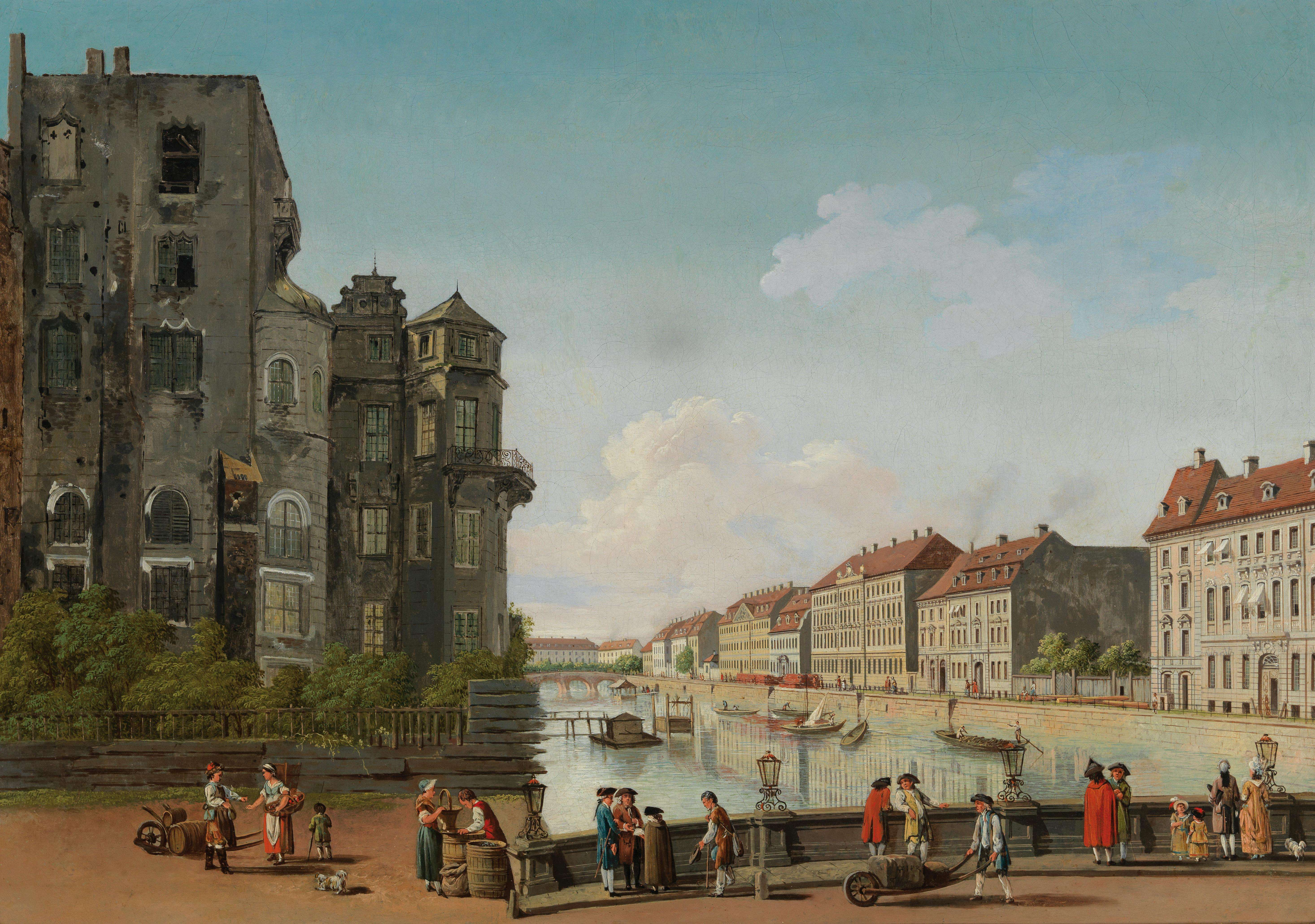
Вид Берлина
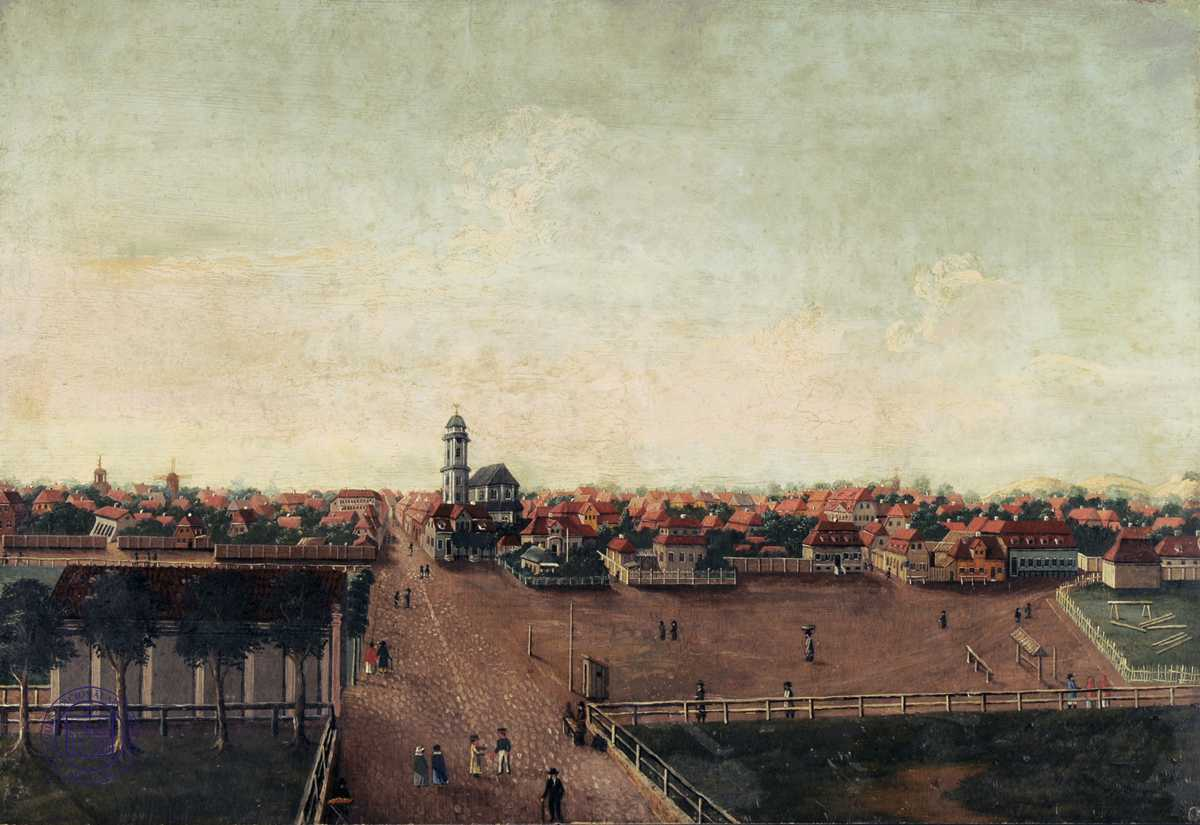
Петербургское предместье Риги в 1812 году перед пожаром
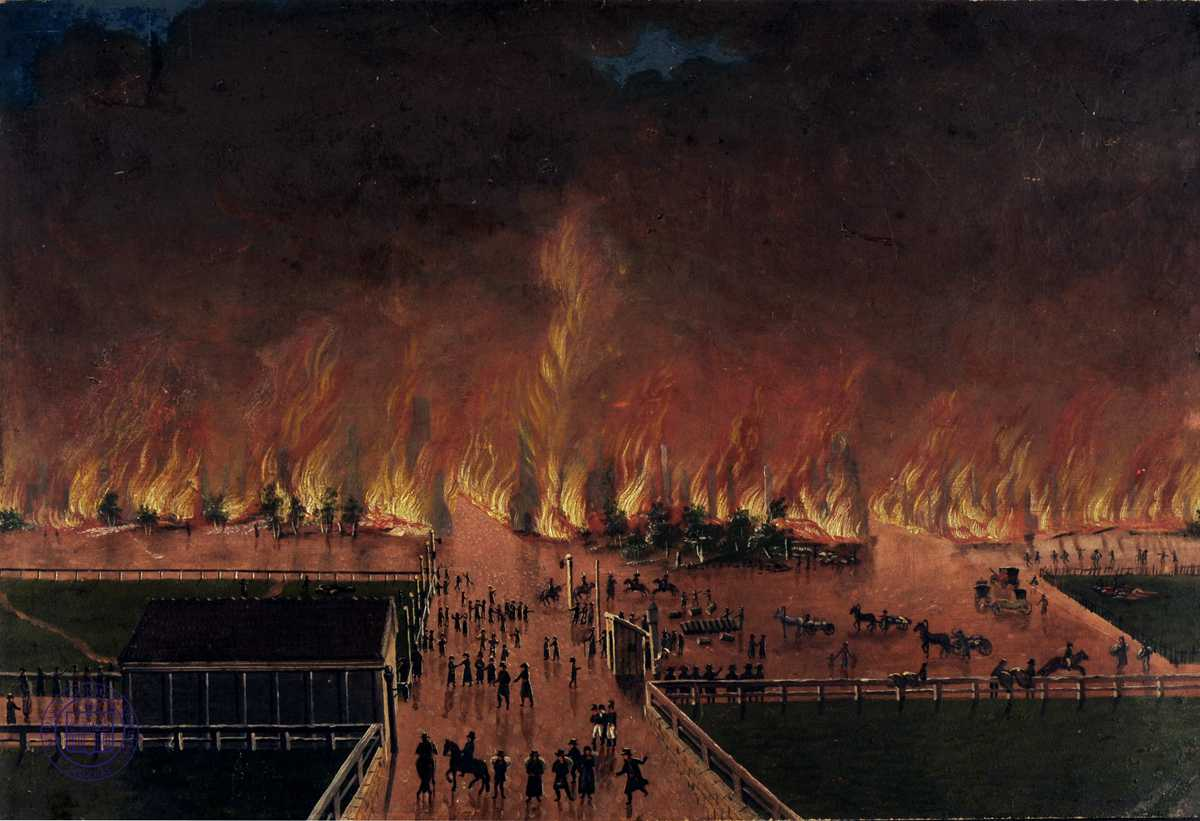
Пожар рижских предместий, подожжённых в 1812 году русскими войсками, оборонявшими город
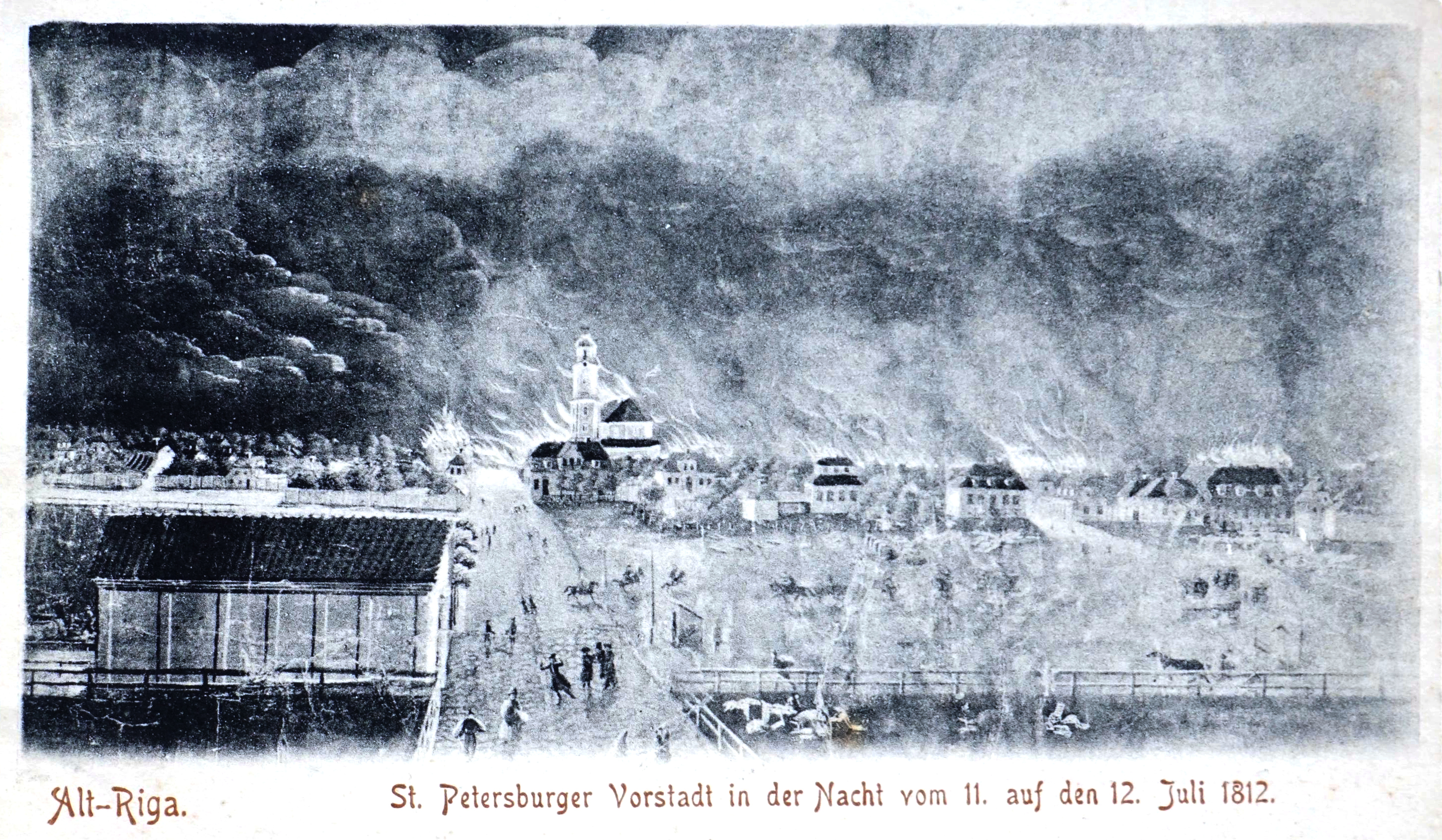
Петербургское предместье в ночь пожара. Открытка 1912 года
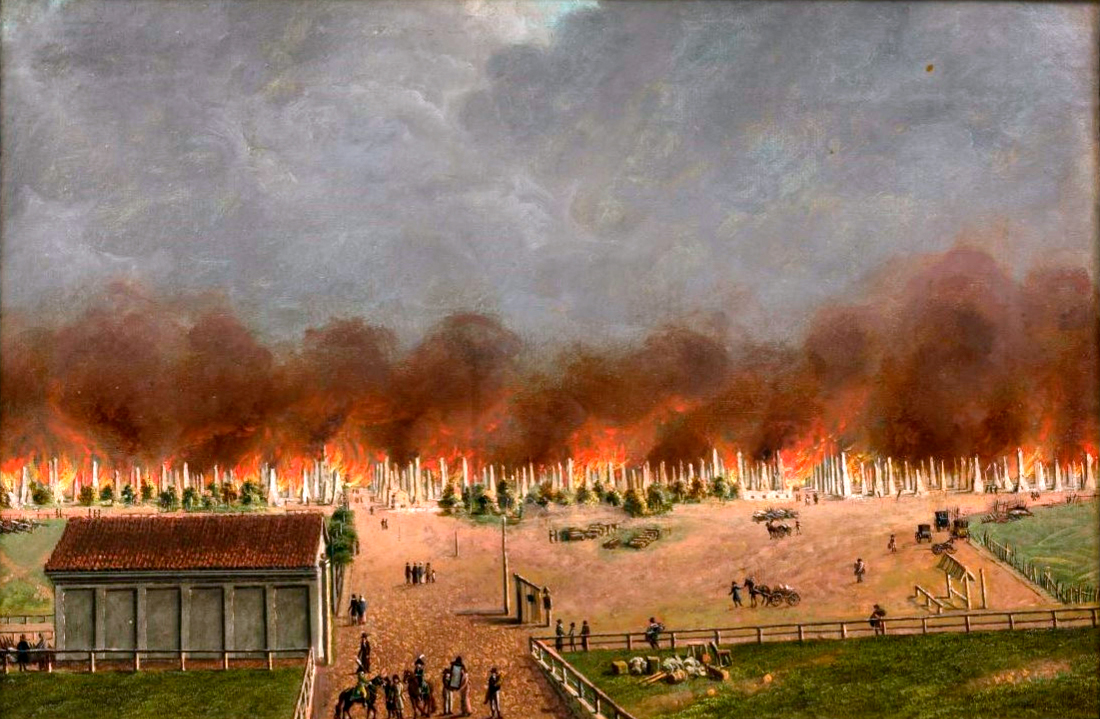
Предместье сгорело